# Spartina ciliata
Spartina ciliata är en gräsart som beskrevs av Adolphe-Théodore Brongniart. Spartina ciliata ingår i släktet marskgräs, och familjen gräs. Inga underarter finns listade i Catalogue of Life.